# José Antonio de Oreamuno y García de Estrada
José Antonio de Oreamuno y García de Estrada (Cartago, Costa Rica, 16 de abril de 1734 - Cartago, Costa Rica, 20 de abril de 1804) fue un militar costarricense, teniente gobernador de la provincia de Costa Rica de enero a mayo de 1789.

## Datos familiares
Fue hijo de Francisco Javier de Oriamuno y Vázquez Meléndez, gobernador de Costa Rica de 1760 a 1762, y  Ana Efigenia García de Estrada y González Correa.
Casó en Cartago el 22 de noviembre de 1752 con María Encarnación Muñoz de la Trinidad y Arburola, hija de Tomás Muñoz de la Trinidad y Pesquera, panameño, y ANtonia Josefa de Arburola e Irribaren. De este matrimonio nacieron: 1) Ana María, casada con Juan Francisco Jiménez y García; 2) Joaquín de Oreamuno y Muñoz de la Trinidad, casado con Florencia Jiménez y Robredo; 3) Juan de Jesús, soltero; 4) Ana Rita Manuela, casada con Tomás Benito Hidalgo y Bonilla; 5) Manuel Félix de Jesús, soltero; 6) Ana Josefa Dominga, casada con Isidoro Sánchez y Fernández; 7) Ana Josefa Sacramento; 8) Salvador de Oreamuno y Muñoz de la Trinidad, casado con Juana Francisca García y Sáenz; 9) Francisco José, muerto en la infancia; 10) Josefa Gregoria, soltera; 11) Juana María, muerta en la infancia; 12) Ana Petronila de la Trinidad, y 13) María.

## Carrera pública
Fue teniente de gobernador de Heredia de 1778 a 1780, alguacil mayor de Cartago desde 1785, alcalde ordinario de Cartago en 1789 y teniente de gobernador de 1788 a 1789. 

## Teniente de gobernador de Costa Rica
El gobernador José Perié y Barrios, que estaba delicado de salud, nombró a Oreamuno como teniente de gobernador y el 10 de diciembre de 1788 le encargó el gobierno de la provincia. La Real Audiencia de Guatemala aprobó ese nombramiento el 30 de enero de 1789. Perié murió el 7 de enero de 1789 y Oreamuno continuó al frente del gobierno, hasta que en mayo de 1789 lo entregó al capitán Juan Esteban Gregorio Martínez de Pinillos, nombrado por la Audiencia como gobernador interino el 25 de febrero.